# Kwante Hippe
Kwante Hippe is een pop-dialectband uit de Limburgse plaats Venlo. De in 2013 opgerichte band bestaat uit Paul Breuer, Mark Naus, Lukas Geelen, Luuk Stroucken, Bram Rutten, Paul Coppen en Niels Winter.

## Jo Erens-prijs
Op 19 september 2015 won de band tijdens de Nach van 't Limburgse Leed de prestigieuze Jo Erens-prijs. Kwante Hippe is hiermee de jongste act ooit die deze prijs heeft gewonnen. Een jaar eerder, in 2014, werd de band ook al genomineerd voor de Jo Erens-prijs. Ivo Rosbeek ging er dat jaar echter met de winst vandoor.

## L1mbo Top 100
Op Hemelvaartsdag 2015 werd bekendgemaakt dat de single D’n Prins de hoogste nieuwe binnenkomer in de L1mbo top 100 was, de jaarlijkse 'aller tijden-lijst' van L1.

## Vertegenwoordiger van de Limburgse taal in Leeuwarden
In 2018 trad de Limburgse formatie op als vertegenwoordiger van de Limburgse Streektaal in Leeuwarden (dat jaar de culturele Hoofdstad van Europa). Tijdens dit optreden sloeg de band de handen ineen met de Twentse formatie 'Dokter Watjes', die hun klanken al eerder ten gehore mochten brengen op de Zwarte Cross en Eurosonic Noorderslag.

## Winnaar muziekprijs Limburgs Landschap
Kwante Hippe won in juli 2021 de muziekprijs 'Ode aan het Limburgs Landschap' . De prijs werd uitgereikt naar aanleiding van het 90-jarig jubileum van stichting Limburgs Landschap. De Venlose band zond het nummer 'Zwart Water' in. Het nummer is geïnspireerd door de seizoenen die herkenbaar terugkomen en de parallel die dit vormt voor de verschillende fases in het leven.
Het nummer is ook toegevoegd op de CD die is gemaakt voor Ode Aan Het Limburgs Landschap. Hierop zijn ook liedjes te horen van Frans Pollux, Ton Engels, Bart Storcken, Stephanie Struijk, Stef Classens en Ar-Jane.

## Discografie

### Albums
| Album              | Datum van verschijnen | Opmerkingen |
| ------------------ | --------------------- | ----------- |
| Greun Graas        | 2014                  | EP          |
| Wat As Alles Lök   | 2016                  |             |
| Noow Ik Wakker Bin | 2019                  |             |
| Moeëjer            | 2023                  | EP          |

### Singles
| Single                    | Datum van verschijnen | Opmerkingen                                          |
| ------------------------- | --------------------- | ---------------------------------------------------- |
| Efkes                     | 2013                  |                                                      |
| Julie                     | 2015                  |                                                      |
| Twieë Daag                | 2015                  |                                                      |
| Umdet Ut Kin              | 2016                  |                                                      |
| Druim                     | 2016                  |                                                      |
| De Waereld Is Moeëj       | 2016                  |                                                      |
| Rustig Röp De Nach        | 2019                  |                                                      |
| Laot 't Snieëje Gaon      | 2019                  |                                                      |
| Straks                    | 2020                  |                                                      |
| Zwarte Water              | 2021                  | Ode aan het Limburgs Landschap (winnaar muziekprijs) |
| Vreeje Daag / Vrieje Daag | 2022                  | Samenwerking met Baroesjko                           |
| Thoés                     | 2022                  |                                                      |
| Heej Is Alles Gelök       | 2022                  |                                                      |
| Ônderwaeg / Óngerwaeg     | 2022                  | Samenwerking met Baroesjko                           |
| Moeëjer                   | 2023                  |                                                      |
| Iërste Zonnestraol        | 2024                  |                                                      |